# クリエイティブ・コモンズ・ライセンスが利用可能な地域

個別ライセンスが利用可能な国
個別ライセンスが立案されていた国
ライセンス立案チームが結成されたが立案まで行かなかった国

クリエイティブ・コモンズ・ライセンスが利用可能な地域（クリエイティブ・コモンズ・ライセンスがりようかのうなちいき）では、ローカライズにより、クリエイティブ・コモンズ・ライセンスが利用できる国や地域について概説する。
クリエイティブな作品の共有とそのための基盤作りを拡大させていく試みを実践してきた非営利団体のクリエイティブ・コモンズ (Creative Commons) は、自身の提供しているクリエイティブ・コモンズ・ライセンス (Creative Commons license) が世界各国の異なった著作権法体系で利用できるようにするべく、ローカライズを行なってきた。

## 活動
最初のクリエイティブ・コモンズ・ライセンスは、アメリカ法体系のもとに作られたものであった。そのため、ライセンス文で使われている用語が他国の法令で使われている用語と一致しない可能性があり、また、様々な法域で法的拘束力をもたらすことができなかった。この問題に対処するために、クリエイティブ・コモンズは各国の著作権法や私法を考慮した個別のライセンスの作成を行ってきた。このライセンスのローカライズは「移植」 (porting) と呼ばれている。
最終的に、クリエイティブ・コモンズ・ライセンスは世界中の60の国と地域に移植された。しかし、2013年11月25日に公開されたクリエイティブ・コモンズ・ライセンス第4.0版を以て、新たな移植は行なわれていない。また、クリエイティブ・コモンズは、第4.0版の公表に伴い、移植されたバージョンの代わりに、移植なしに利用できるグローバルライセンスを使うようにと広報している。

## 国別チーム
各国にチームが設立されており、それらのチームがクリエイティブ・コモンズと連携を図っている。また、チームは、ライセンスを各国の事情に応じて適切に移植を行なうに当たって必要な、一般公衆や主要なステークホルダーとの相談・会議を円滑に行なわせる役割も担っている。国別チームはクリエイティブ・コモンズ以外の組織から支援されていることもある。例えば、アイルランドチームはクリエイティブ・コモンズだけでなく、ユニバーシティ・カレッジ・コークとの共同で運営されている。

## 移植の例
移植は唯単にアメリカ合衆国で使用されている法律用語を各国の用語に置き換えるのみではなしえない。アメリカの法体系で規定されていないが故に非移植のクリエイティブ・コモンズ・ライセンスに盛り込まれていない事項が存在する場合や用語の概念が正確に一致しないことがあるからである。
例えば、日本の著作権法では譲渡不可な著作者人格権が定められている（著作権法第59条）。そのため、日本の法体系にローカライズされたクリエイティブ・コモンズ・ライセンス（CC BY-SA 2.1 JP）では「許諾者は[中略]、この利用許諾に従った利用については自己が有する著作者人格権及び実演家人格権を行使しない」と、元のライセンスにはない、著作者人格権の不行使が明記されている。
また、「原著作者及び実演家の名誉又は声望を害する方法で原著作物を改作、変形もしくは翻案して生じる著作物」をクリエイティブ・コモンズ・ライセンスでいう「二次的著作物」から除外する規定が設けられている。それ以外にも原文中で“Fair Use Rights”とされている箇所を「著作権等に対する制限」とするなどの変更が加えられている。

## 移植の状況
クリエイティブ・コモンズのウェブサイトでは各国における移植状況に関する情報が掲載されている。

### 個別ライセンスが利用可能な国と地域
クリエイティブ・コモンズは以下の国と地域で個別のクリエイティブ・コモンズ・ライセンスを移植しており、各国の法体系に則ったライセンスを使うことができる。ただし、日本では第2.0版、第2.1版のみが移植され、第3.0版は移植されていないように、提供されているライセンスのバージョンは国毎で異なる。
- アルゼンチン
- オーストラリア
- オーストリア
- ベルギー
- ブラジル
- ブルガリア
- カナダ
- チリ
- 中華人民共和国
- コロンビア
- コスタリカ
- クロアチア
- チェコ
- デンマーク
- エクアドル
- エジプト
- イングランドおよびウェールズ
- エストニア
- フィンランド
- フランス
- ドイツ
- ギリシャ
- グアテマラ
- 香港
- ハンガリー
- インド
- 国際機関 (IGO)
- アイルランド
- イスラエル
- イタリア
- 日本
- ルクセンブルク
- マケドニア
- マレーシア
- マルタ共和国
- メキシコ
- オランダ
- ニュージーランド
- ノルウェイ
- ペルー
- フィリピン
- ポーランド
- ポルトガル
- プエルトリコ
- ルーマニア
- スコットランド
- セルビア
- シンガポール
- スロベニア
- 南アフリカ共和国
- 韓国
- スペイン
- スウェーデン
- スイス
- 台湾
- タイ
- ウガンダ
- アメリカ合衆国
- ベネズエラ
- ベトナム

### 個別ライセンスの策定に入っていた国
クリエイティブ・コモンズと国別チームは以下の国で個別のクリエイティブ・コモンズ・ライセンスとなる草案を作成していたが、公表されることはなかった。
- アルメニア
- アゼルバイジャン
- ジョージア/グルジア/サカルトヴェロ
- インドネシア
- ナイジェリア
- ウクライナ

### 個別ライセンスの策定が検討されていた国
以下の国は国別チームが設立されたが、草案の策定に進むことがなかった。
- アイスランド
- ケニア
- レバノン
- リトアニア
- マカオ
- カタール
- ロシア
- ルワンダ
- スロバキア
- シリア
- タンザニア
- ウガンダ
- アラブ首長国連邦
- ベネズエラ